# Paul Wilkin
Paul Wilkin ( 1964) es un botánico inglés que desarrolla su actividad científica en Kew Gardens. Pertenece al Comité editorial del "Kew Bulletin"

## Algunas publicaciones
- 1993. A revision of the infrageneric classification of the genus Ipomoea L. and the related genera in the tribe Ipomeea (convolvulaceae). Ed. Universidad de Reading

### Libros
- paul Wilkin, simon Mayo, Paula Rudall. 1993. Monocotyledons: paper & poster abstracts. 72 pp.
- La abreviatura «Wilkin» se emplea para indicar a Paul Wilkin como autoridad en la descripción y clasificación científica de los vegetales.[2]